# General (Avstralija)
General (izvirno angleško General; kratica GEN) je drugi najvišji vojaški čin in najvišji aktivni čin Avstralske kopenske vojske in je neposredni naslednik britanskega čina generala; velja za štirizvezdni čin. 
Je enakovreden činu admirala Kraljeve avstralske vojne mornarice in činu zračnega glavnega maršala Kraljevega avstralskega vojnega letalstva. V Natovi strukturi činov spada v razred O-10. Podrejen je činu feldmaršala in nadrejen činu generalporočnika.
Od leta 1966 je čin generala povezan s položajem načelnika Avstralske obrambne sile.
Oznaka čina generala je prekrižana sablja in baton, maršalska palica, nad njima pa se nahajata še zvezda in krona svetega Edvarda; torej ista kot je oznaka čina britanskega generala, pri čemer ima avstralska oznaka na spodnjem delu še napis Australia. 

## Seznam generalov
Naslednji Avstralci so bili povišani v čin generala:
- General Sir Harry Chauvel GCMG, KCB (1929)
- General Sir John Monash GCMG, KCB, VD (1929)
- General Sir Brudenell White KCB, KCMG, KCVO, DSO (1940)
- General Sir Thomas Blamey GBE, KCB, CMG, DSO, ED (1941)

Od leta 1966, ko je čin namenjen le za načelnika Avstralske obrambne sile, pa so bili povišani naslednji generali:
- General Sir John Wilton KBE, CB, DSO (1966)
- General Sir Francis Hassett AC, KBE, CB, DSO, LVO (1975)
- General Sir Arthur MacDonald KBE, CB (1977)
- General Sir Phillip Bennett AC, KBE, DSO (1984)
- General Peter Gration AC, OBE (1987)
- General John Baker AC, DSM (1995)
- General Peter Cosgrove AC, MC (2002)
- General David Hurley AC, DSC (2011)

Britanec William Birdwood, ki je med prvo svetovno vojno poveljeval 1. avstralske imperialne sile, je imel v tem času imel čin generala Britanske kopenske vojske (1917) in nato od leta 1920 še v Avstralski kopenski vojski.